# Nunataki Ostancovye
Nunataki Ostancovye är en nunatak i Antarktis. Den ligger i Östantarktis. Australien gör anspråk på området. Toppen på Nunataki Ostancovye är 1 492 meter över havet.
Terrängen runt Nunataki Ostancovye är platt västerut, men österut är den kuperad. Trakten är obefolkad. Det finns inga samhällen i närheten.